# Třída T 47
Třída T 47 (jinak též třída Surcouf) byla třída torpédoborců francouzského námořnictva. Byly to první francouzské torpédoborce postavené po skončení druhé světové války. Třídu tvořilo celkem 12 jednotek zařazených do služby v letech 1955–1957. Během služby byly tři jednotky přestavěny na velitelské lodě, čtyři na raketové torpédoborce a zbylá pětice na protiponorkové torpédoborce. Všechny již byly ze služby vyřazeny. Torpédoborec Maillé-Brézé byl zachován jako muzejní loď.

## Stavba
Vývoj nových francouzských torpédoborců byl zahájen bezprostředně po skončení druhé světové války. Na základě zkušeností z války bylo určeno, že hlavním úkolem nových plavidel bude doprovod letadlových lodí a jejich ochrana proti leteckému napadení. Konstruktéři navrhli velké torpédoborce třídy T 47 (Torpilleur 47), které se svým výtlakem téměř vyrovnaly meziválečným „supertorpédoborcům“ třídy Mogador. Jádrem jejich výzbroje se staly dvouúčelové 127mm kanóny, které doplňovaly protiletadlové kanóny střední ráže a torpédomety.
Jednotky třídy T 47:
| Jméno                  | Založení kýlu | Spuštěna           | Vstup do služby   | Osud                                                             |
| ---------------------- | ------------- | ------------------ | ----------------- | ---------------------------------------------------------------- |
| Surcouf (D621)         | 1951          | 3. října 1953      | 1. listopadu 1955 | Vyřazen 1971 po těžkém poškození způsobeném kolízí s jinou lodí. |
| Kersaint (D622)        | 1951          | 3. října 1953      | 20. března 1956   | Vyřazen 1983, potopen jako cvičný cíl.                           |
| Cassard (D623)         | 1951          | 12. května 1953    | 14. dubna 1956    | Vyřazen 1975.                                                    |
| Bouvet (D624)          | 1952          | 3. října 1953      | 13. května 1953   | Vyřazen 1982.                                                    |
| Dupetit-Thouars (D625) | 1952          | 4. února 1954      | 15. září 1956     | Vyřazen 1988.                                                    |
| Chevalier Paul (D626)  | 1952          | 28. července 1953  | 22. prosince 1956 | Vyřazen 1976.                                                    |
| Maillé-Brézé (D627)    | 1953          | 26. září 1954      | 4. května 1957    | Vyřazen 1988, muzejní loď.                                       |
| Vauquelin (D628)       | 1953          | 26. září 1954      | 3. listopadu 1956 | Vyřazen.                                                         |
| D'Estrées (D629)       | 1953          | 27. listopadu 1954 | 19. března 1957   | Vyřazen.                                                         |
| Du Chalya (D630)       | 1953          | 27. listopadu 1957 | 4. června 1957    | Vyřazen 1990.                                                    |
| Casabianca (D631)      | 1953          | 13. listopadu 1954 | 4. května 1957    | Vyřazen 1984, sešrotován.                                        |
| Guépratte (D632)       | 1953          | 9. listopadu 1954  | 6. června 1957    | Vyřazen.                                                         |

## Konstrukce

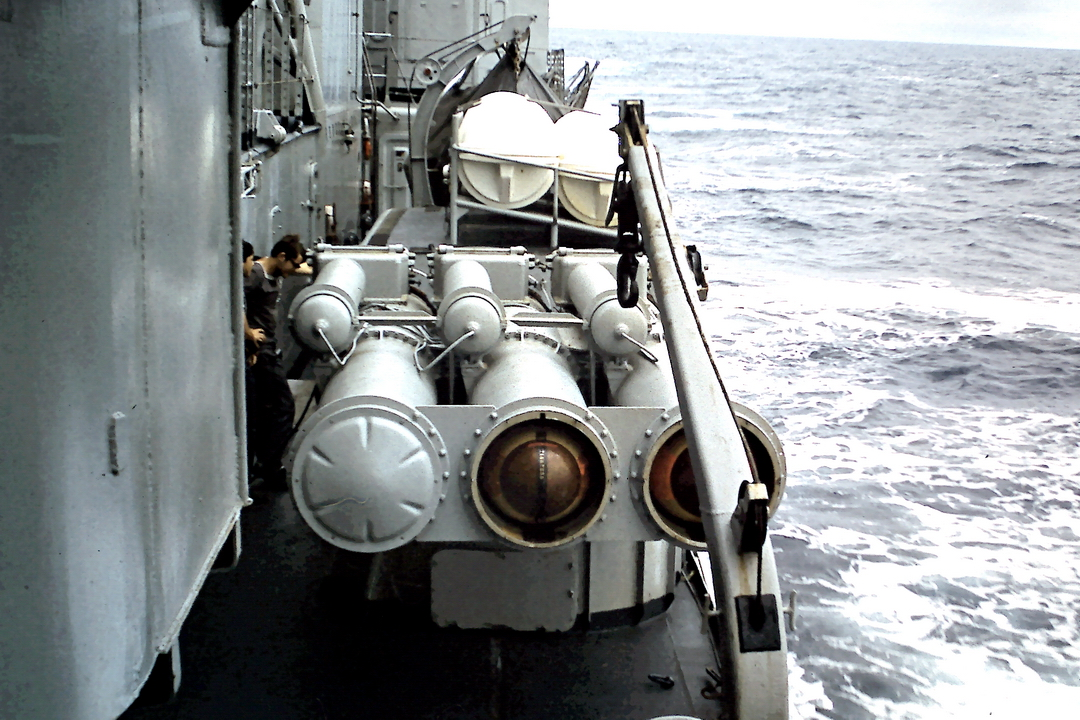
550mm protiponorkový torpédomet

Elektroniku plavidel tvořily vyhledávací radary DRBV 20A a DRBV 11, navigační radar DRBV 30, radar pro řízení palby 127mm kanónů typu DRBC 11 a radar pro řízení palby 57mm kanónů typu DRBC 31. Dvojice nesených sonarů byla typů DUBV 24 a DUBA 1.
Hlavní výzbrojí plavidel se stalo šest dvouúčelových 127mm kanónů modelu 1948 o délce hlavně 54 ráží umístěných ve dvoudělových věžích (jedna na přídi a dvě na zádi) a šest 57mm kanónů modelu 1951 o délce hlavně 60 ráží, umístěných rovněž ve dvoudělových uzavřených věžích (jedna na přídi a dvě na zádi). Doplňovaly je ještě čtyři 20mm kanóny. Údernou výzbrojí byly dva trojhlavňové 550mm protilodní torpédomety a dva trojhlavňové 550mm protiponorkové torpédomety (na palubě pro ně bylo šest záložních torpéd).
Pohonný systém tvořily čtyři kotle a dvě převodové turbíny o celkovém výkonu 63 000 shp. Nejvyšší rychlost dosahovala 34 uzlů.

## Modernizace

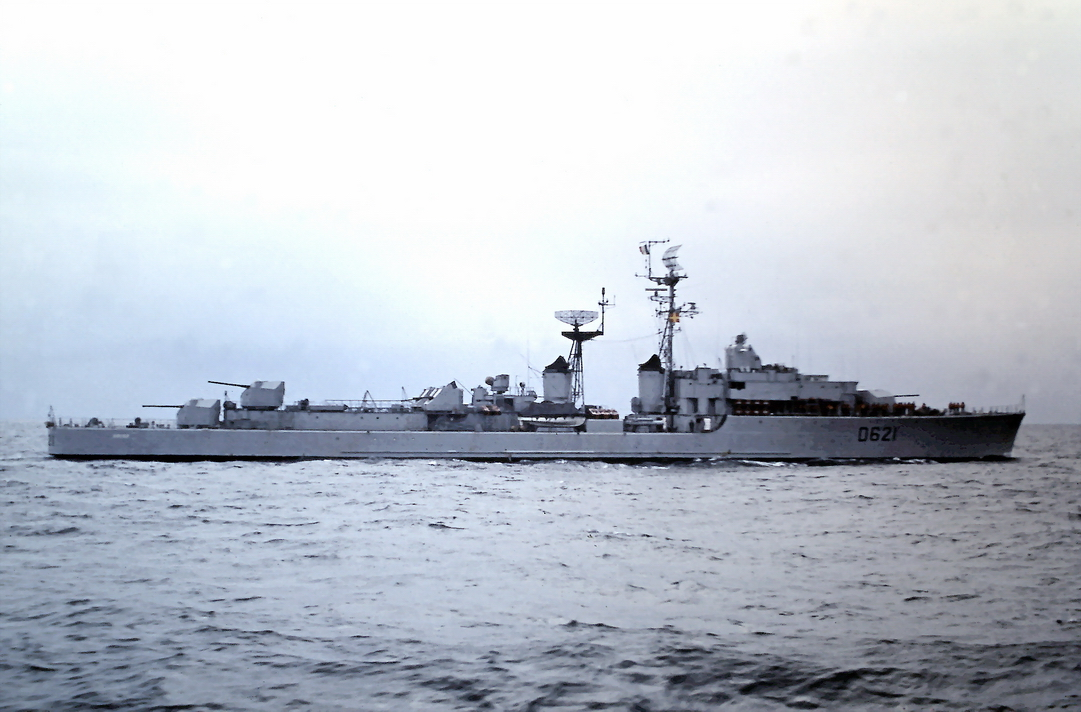
Surcouf (D621) po úpravách na velitelské plavidlo

### Velitelská plavidla
V letech 1960–1961 byly torpédoborce Surcouf, Chevalier Paul a Cassard modernizovány na velitelská plavidla. Mohly tak nahradit zastarávající křižníky Guichen a Chateaurenault původně italské třídy Capitani Romani. Příďová věž s 57mm kanóny a dva 550mm torpédomety byly demontovány, byla rozšířena hlavní nástavba a také namísto torpédometů byly vybudovány nové štábní prostory.

### Raketové torpédoborce

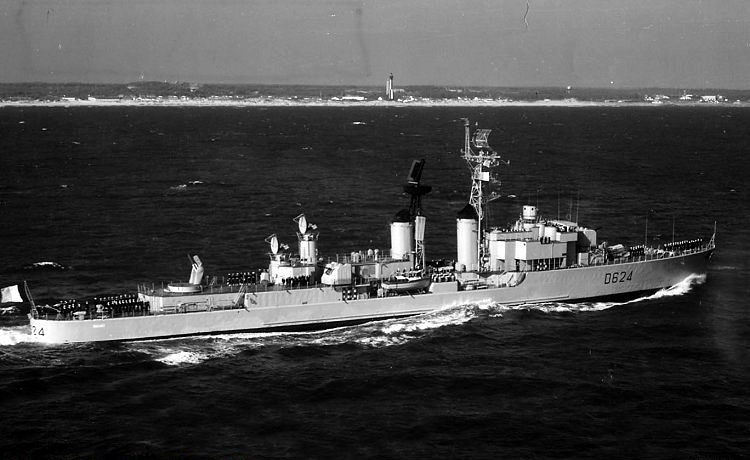
Bouvet (D624) po přestavbě na nosič protiletadlových řízených střel Tartar

Torpédoborce Dupetit-Thouars, Kersaint, Bouvet a Du Chalya byly v letech 1961–1965 přestavěny na raketové torpédoborce. Tato čtveřice se tak stala prvními francouzskými válečnými loděmi nesoucími protiletadlové řízené střely. Výtlak plavidel vzrostl na 3850 tun, naopak posádka se zmenšila na 275 osob. Demontovány byly všechny 127mm kanóny a protilodní torpédomety. Na zádi bylo instalováno jednoduché odpalovací zařízení Mk 13 pro americké protiletadlové řízené střely RIM-24 Tartar, kterých bylo neseno celkem 40 kusů. Příďovou dělovou věž nahradil šestihlavňový 375mm protiponorkový raketomet Bofors. Přestavěna byla také nástavba, byly zvýšeny oba komíny a plavidla dostala nové trojnožkové stožáry. Změnila se i sestava elektroniky, tvořená přehledovým radarem DRBV 20A, navigačním radarem DRBN 32, dále přehledovým radarem SPS-39A, dvěma střeleckými radary SPG-51B, sloužícími k navádění střel Tartar, a naváděcím systémem TACAN.
V roce 1968 plavidla prošla další dílčí modernizací, při které byl instalován modernější radar SPS-39B, bojový řídicí systém SENIT 2 a střely Tartar byly nahrazeny dokonalejšími typu Standard SM-1MR. Po vyřazení Bouvet a Kersaint byly jejich protiletadlové raketové komplety Standard SM-1MR demontovány a instalovány na nové torpédoborce třídy Cassard.

### Protiponorková modernizace

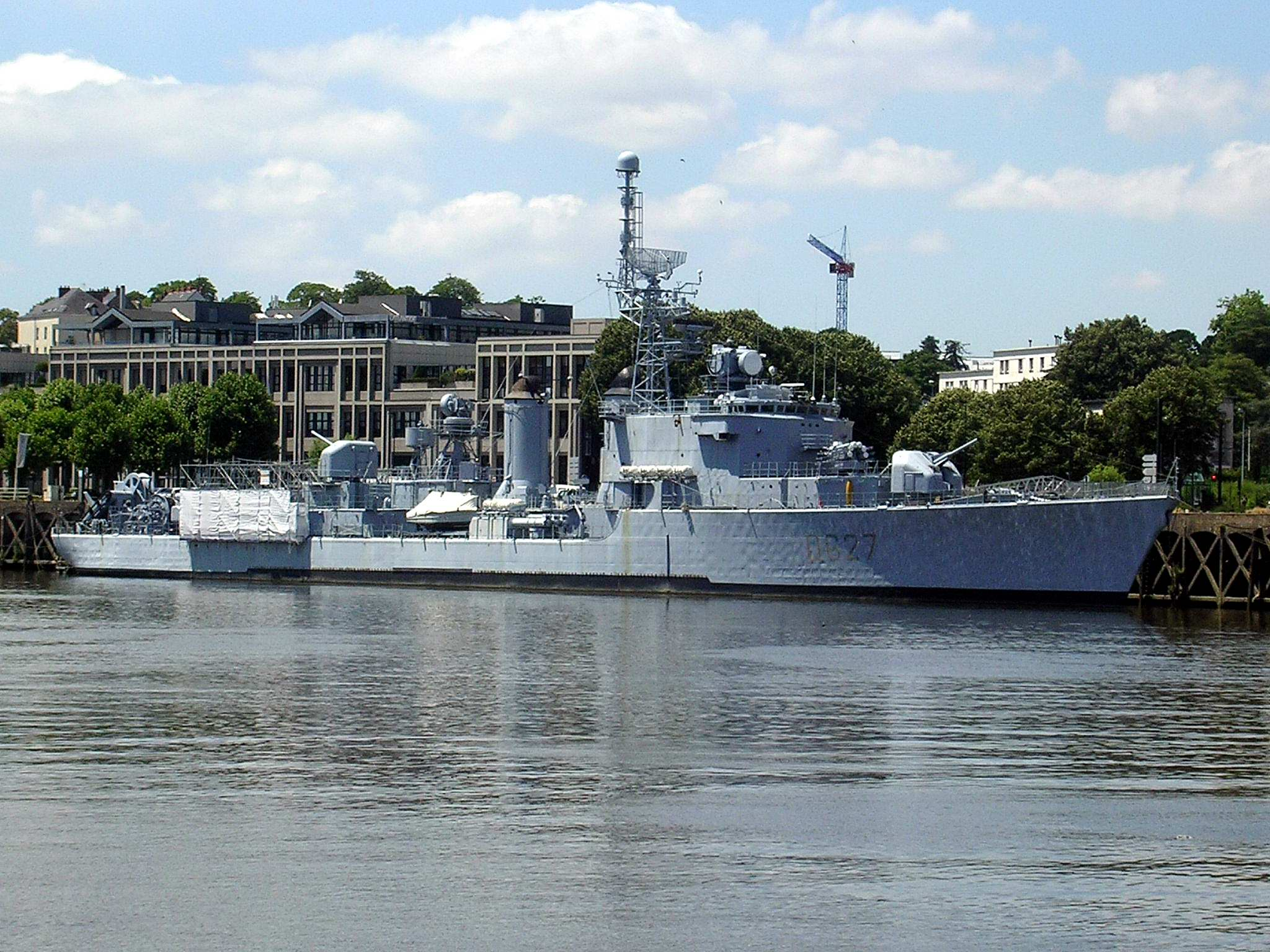
Maillé-Brézé (D627) jako muzejní loď v Nantes

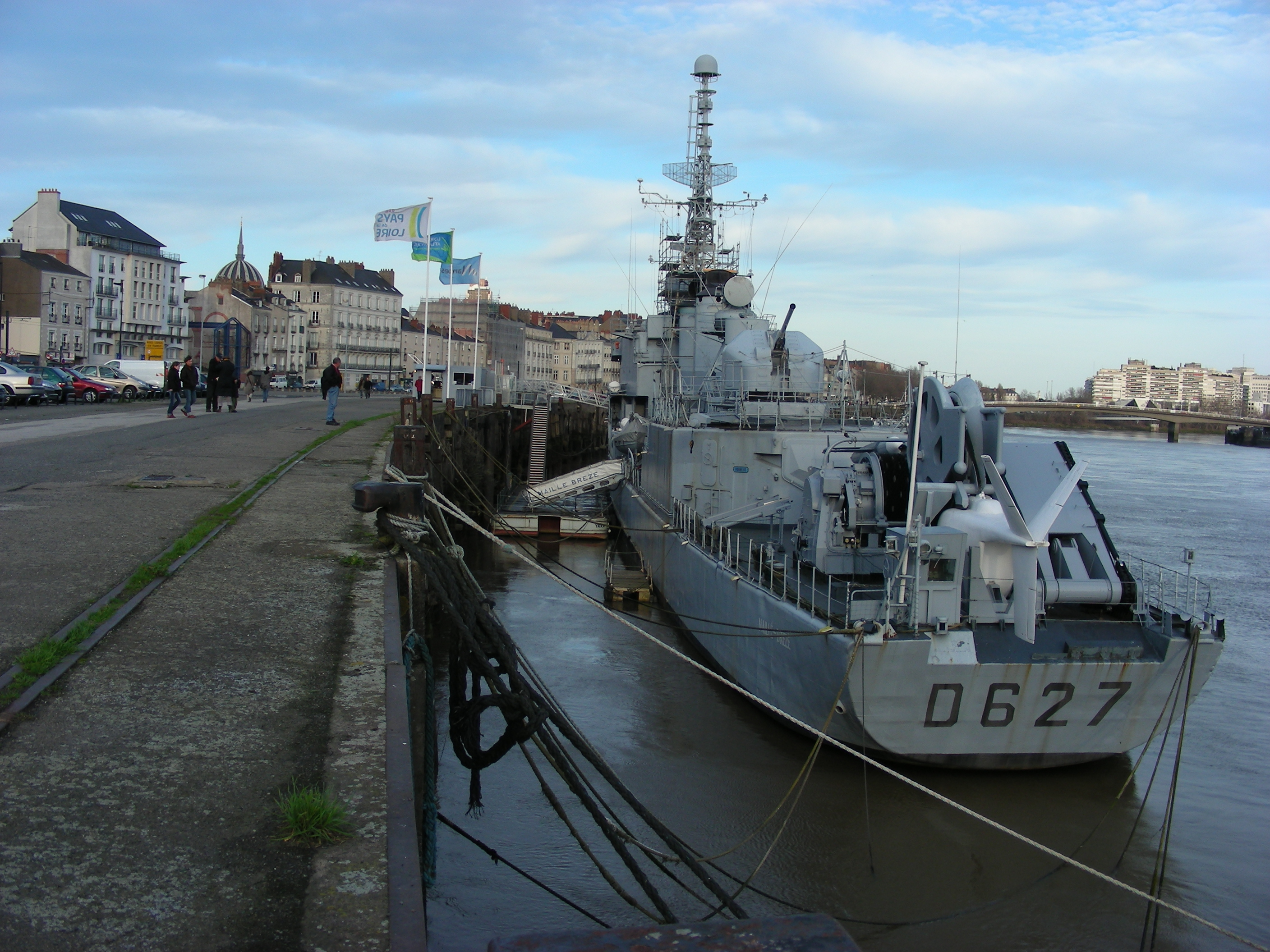
Maillé-Brézé (D627) jako muzejní loď. Jasně patrný je vlečný sonar na zádi.

Torpédoborce Maillé-Brézé, Vauquelin, D'Estrées, Casabianca a Guépratte byly v letech 1966–1971 radikálně přestavěny na protiponorkové torpédoborce. Využity přitom byly zkušenosti s prvním francouzským moderním protiponorkovým torpédoborcem La Galissonnière (D 638). Trup plavidel byl prodloužen a původní výzbroj (vyjma protiponorkových torpédometů) a elektronika demontovány. Novou hlavňovou výzbroj tvořily dva 100mm kanóny v jednodělových věžích na přídi a na nástavbě, dále dva 20mm kanóny. Protiponorkovou výzbroj tvořil jeden protiponorkový raketový systém Malafon se zásobou 13 střel, šestihlavňový 375mm protiponorkový raketomet Bofors a šest 550mm protiponorkových torpédometů. Elektroniku tvořily radary DRBV 22A, DRBV 50,navigační radar DRBN 32, dva střelecké radary DRBC 32A a navigační systém TACAN. K detekci ponorek sloužil trupový sonar DUBV 23 a vlečný sonar s měnitelnou hloubkou ponoru DUBV 43.